# NGC 4729
NGC 4729 és una galàxia el·líptica va localitzar aproximadament 160 milions anys llum fora en la constel·lació Centaurus. NGC 4729 va ser descoberta per l'astrònom John Herschel el 8 de juny de 1834 i és un membre del cúmul de Centaure.